# Естер Ледецка
Естер Ледецка (на чешки: Ester Ledecká) е чешка сноубордистка и скиорка. Тя е първата чехкиня, която печели световната купа по паралелен гигантски слалом.
На зимните олимпийски игри в Пьонгчанг през 2018 година изненадващо печели златния медал в супергигантския слалом, въпреки че не е сред фаворитите в ските. След като завършва първа и в паралелния слалом по сноуборд Ледецка става втората в историята спортистка печелила златни олимпийски медали в два различни спорта след Анфиса Резцова и първата, която го постига на една олимпиада.
Ледецка е родена в Прага. Баща ѝ Янек Ледецки е известен известен чешки певец, а дядо ѝ Ян Клапач е двукратен олимпийски медалист в хокея на лед. Към 2014 година все още посещава гимназия дистанционно.
Прави дебют в Европейската купа на 27 ноември 2010 г., а в Световната купа на 21 декември 2012 г.
Обявена е за най-добър млад спортист на Чехия през 2013 година. Участва на олимпийските игри в Сочи през 2014 година, където отпада на четвъртфинала от Патриция Кумер, която впоследствие печели златото.

## Успехи
Олимпийски игри:
- Шампион (2): (1 в ски алпийски дисциплини – 2018 Пьонгчанг и 1 в сноуборда)
- Шампион (1): сноуборд паралелен слалом – 2022 Пекин

Световно първенство:
- Шампион (2): 2015, 2017
- Бронзов медал (1): 2017

Световна купа:
- Носителка малката световна купа в паралелните дисциплини (2): 2015/16, 2016/17
- Носителка малката световна купа в паралелния гигантски слалом (1): 2015/16
- Носителка малката световна купа в паралелния слалом (2): 2013/14, 2016/17
- 12 победи

Европейска купа:
- 1 победа

## Подиуми
| Сезон   | Дата             | Локация             | Дисциплина                 | Място      |
| ------- | ---------------- | ------------------- | -------------------------- | ---------- |
| 2013–14 | 10 януари 2014   | Бад Гащайн, Австрия | Паралелен слалом           | 2-ро място |
| 2013–14 | 12 януари 2014   | Бад Гащайн, Австрия | Паралелен слалом           | 3-то място |
| 2013–14 | 18 януари 2014   | Рогла, Словения     | Паралелен гигантски слалом | 1-во място |
| 2014–15 | 9 януари 2015    | Бад Гащайн, Австрия | Паралелен слалом           | 1-во място |
| 2014–15 | 7 февруари 2015  | Суделфелд, Германия | Паралелен гигантски слалом | 1-во място |
| 2014–15 | 28 февруари 2015 | Асахикава, Япония   | Паралелен гигантски слалом | 3-то място |
| 2015–16 | 12 декември 2015 | Кареца, Италия      | Паралелен гигантски слалом | 1-во място |
| 2015–16 | 23 януари 2016   | Рогла, Словения     | Паралелен гигантски слалом | 1-во място |
| 2015–16 | 30 януари 2016   | Москва, Русия       | Паралелен слалом           | 3-то място |
| 2015–16 | 27 февруари 2016 | Кайсери, Турция     | Паралелен гигантски слалом | 1-во място |